# Chiesa di San Pietro Apostolo (Retignano)
La chiesa di San Pietro è un edificio sacro che si trova in località Retignano a Stazzema, a 436 metri s.l.m.
Venne edificata tra il sec. VIII - XIX (ultime modifiche), era piccola e guardava verso la valle, e ancora oggi si possono notare i segni della costruzione originaria, come la porta e le finestre monofore e bifore, ormai murate. La chiesa conserva due dossali d'altare in marmo tardo quattrocenteschi, uno dei quali di notevole pregio, attribuibile a Lorenzo Stagi o ad artisti della sua generazione, che porta la data del 1486, restaurato nel 1640, come segnalato in un'altra iscrizione incisa sulla mensa.
L'altro altare conserva l'impianto e la decorazione primo-cinquecentesca a candelabre e grottesche nelle paraste e nell'architrave, mentre nel vano centrale è stata inserita una settecentesca pala marmorea con Gloria di angeli (1734).
Sopra le tre navate simboliche di fine Ottocento conserva un prestigioso organo liturgico, targato Fratelli Serassi, collaudato nel 1892 dal maestro Barsanti di Pietrasanta, ma probabilmente di più antica costruzione.

## Storia
Alcune fonti datano la costruzione della chiesa di San Pietro a Retignano a prima dell'VIII secolo d.C. Inizialmente si trattava di un edificio di dimensioni ridotte, con una facciata rivolta sulla valle. Sulla fiancata sinistra si trovava un ingresso, in seguito murato, di cui oggi si possono ancora scorgere alcune tracce. Nel corso del Duecento venne ampliata e rivolta verso ponente e nel Trecento divenne parrocchia.
Dal 1525 al 1530 venne ingrandita nella parte posteriore con l'aggiunta di un'abside circolare e finestre monofore. Nel 1581 il tetto, danneggiato, fu riparato e l'occasione fu colta anche per restaurare la canonica, il pavimento e la Tomba dei Parroci (1588).
Poco prima dell'Unità d'Italia del 1861, la chiesa di San Pietro fu ulteriormente 'modernizzata': così facendo scomparvero in breve tempo gli ultimi elementi di notevole interesse storico delle facciate laterali. Per mancanza di fondi non fu neppure possibile realizzare un disegno dell'architetto Andreotti di Pietrasanta. Passò poi dalla diocesi di Lucca a quella di Pisa in seguito alla decisione di Pio VI il 18 luglio 1789.
Nel 1902 la sacrestia venne restaurata e negli anni Cinquanta furono aggiunte delle scalinate in marmo e trasferiti alcuni registri al piano superiore. Agli inizi del terzo millennio, il maltempo ha danneggiato le finestre monofore e le pareti interne. Di recente, inoltre, sono stati ritrovati dei vecchi fogli di progetti risalenti al periodo in cui l'edificio venne restaurato e innalzato. Una serie di colonne avrebbe dovuto fiancheggiare l'intero nuovo livello della chiesa, al fine di distogliere l'attenzione dalle vecchie finestre romane oggi murate. Ad ogni modo, il progetto ha avuto risvolti diversi ed è stato abbandonato.
Il paese di Retignano ha subito negli ultimi due anni furti ad opera di ignoti, tra cui un quadro del 1734 raffigurante l'annunciazione a Maria. Tale quadro era molto venerato dagli abitanti, specialmente durante i grandi conflitti mondiali.

## Descrizione

### L'interno

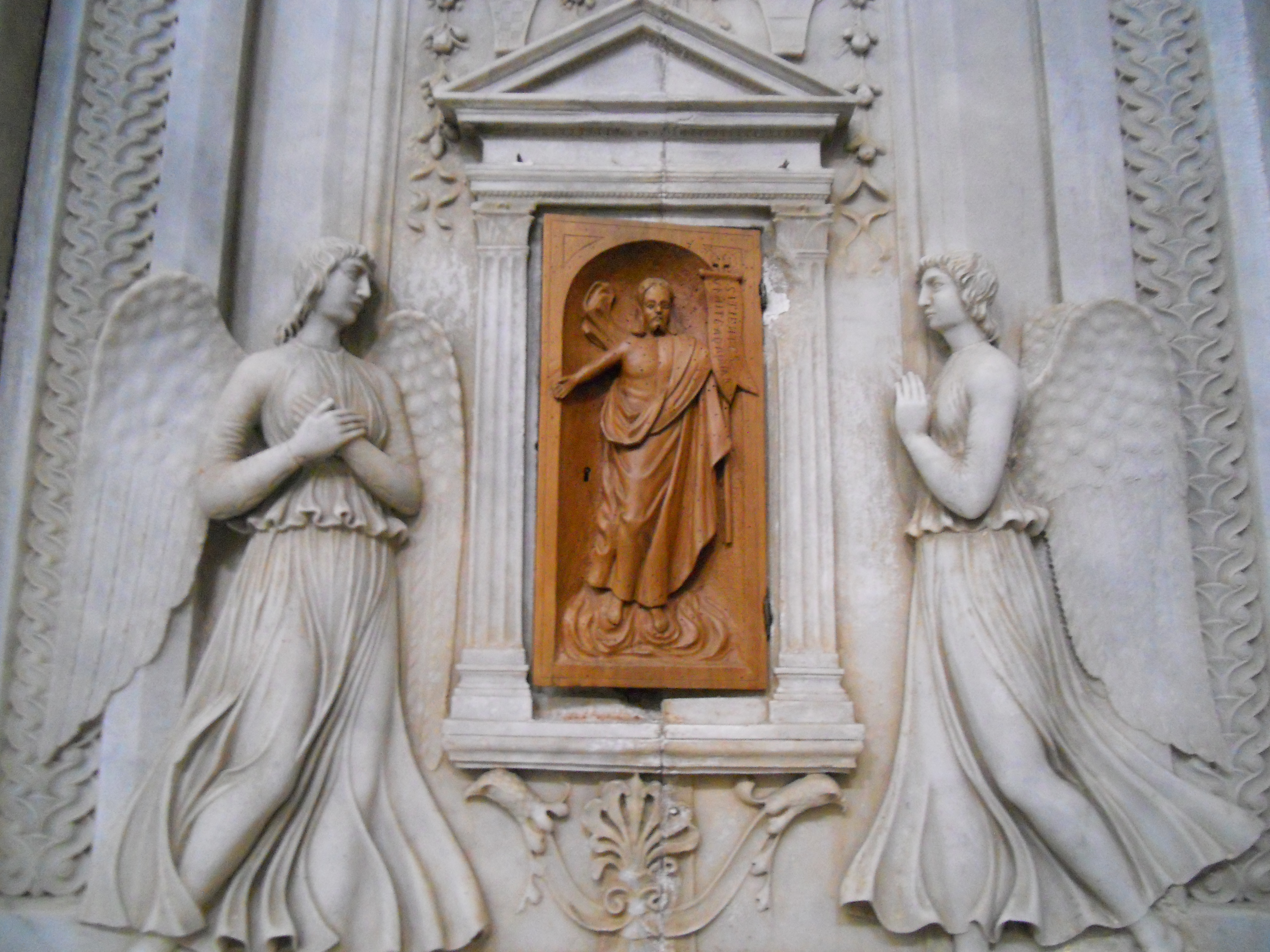
Tabernacolo

Fra gli oggetti di un certo valore spicca un'acquasantiera a calice, risalente al Cinquecento e attribuita alla scuola Stagio Stagi di Pietrasanta. È di circa cento anni prima la croce processionale interamente in argento.
Il battistero di Vincenzo Tedeschi da Seravezza, il Fonte Battesimale di Giovanni Sarzanese e il Rosone sulla facciata sono tutte opere databili intorno al 1562-1563.
Due Tabernacoli, collocati negli altari laterali nel Seicento, furono ideati e realizzati nel 1480 da Lorenzo Stagi e dai suoi allievi, che ultimarono il lavoro alla fine del secolo, considerando che sull'altare stesso è stato inciso l'anno 1486.
Sopra il tabernacolo di destra si trovava un piccolo dipinto su tela, dedicato all'Annunciazione, e realizzato dal Tommasi nel 1734. Il 16 agosto 1964 fu incoronata da Antonio Angioni, vescovo ausiliare di Pisa, con una corona d'oro per lo scampato pericolo bellico. Nel 2009 il dipinto è stato rubato.
Sotto entrambi gli altari, una lapide commemorativa scritta in latino parla delle operazioni di restauro degli stessi. Il priore Agostino Pancetti (Agustino de Pancettis sulla lapide) e Giovanni Battista de' Tognini (Ioe-Baptà de' Togninis) si occuparono del restauro nel 1680.
All'interno della sacrestia si conservano oggi i registri dei matrimoni, dei defunti e dei battesimi, alcuni dei quali sono risalenti al tardo Quattrocento.
Il 5 ottobre 1890 fu collocato in questa chiesa, al di sopra dell'ingresso principale, un organo dell'artefice Ferdinando Serassi di Bergamo, comprato al prezzo di 3700 lire dell'epoca e collaudato dal professor Enrico Barsanti, docente presso l'Università di Pisa. Per l'occasione fu anche costruita una cantoria in marmo policromo.

### Il campanile
Il campanile annesso alla chiesa fu realizzato nell'arco dei diciassette anni che vanno dal 1599 al 1616. Le campane che vi furono inserite risalgono una al 1510 e l'altra al 1570-1571, sebbene entrambe vennero consacrate solamente nel 1843. Il 26 novembre 1961 fu aggiunta una terza campana, benedetta da monsignor Ugo Camozzo, l'allora arcivescovo di Pisa. A seguito delle feste centenarie per l'unità d'Italia, nel 1964 Camozzo inaugurò il quadro elettrico che ancora oggi sincronizza le campane.
Il campanile alto 15,22 m, con lato 4,86 m; fu costruito in parte con blocchi di marmo bianco e internamente con sassi. La sua altezza non molto elevata rispetto agli altri campanili della valle di Mulina (Stazzema, Pomezzana, Farnocchia)e quella di Cardoso (Pruno, Volegno) è causata dell'insufficienza di fondi all'inizio della sua costruzione, ad un'altezza di 6–7 m possiamo notare le quattro bifore, sorrette da una colonna di marmo bianco centrale, che però risulta mancante al lato adiacente alla chiesa.